# 15

## Evenimente
- Germanicus poartă o bătălie împotriva lui Arminius în pădurea Teutoburger Wald.
- Legiunea romană Legio XV Apollinaris, fondează Emona, astăzi Ljubliana.
- Valerius Gratus este numit prefect de Iudeea.

## Arte, științe, literatură și filozofie
- Nicolaus din Damasc publică biografia lui Cezar August.

## Nașteri
- 24 septembrie: Vitellius, împărat roman (d. 69)